# Emmanuel-Jean-Népomucène De Ghendt
Emmanuel-Jean-Népomucène De Ghendt, né le 23 décembre 1738 à Saint-Nicolas, en Flandre-Orientale et mort le 17 décembre 1815 à Paris, est un dessinateur, graveur et marchand d'estampes français d'origine flamande, considéré comme l'un des plus prolifiques du XVIIIe siècle.

## Biographie
De Ghendt a été formé à Paris, d'abord dans l'atelier de Jacques-Philippe Le Bas où il est pris comme apprenti par Jacques Aliamet dont il devient l'assistant et montre très tôt sa maîtrise de l'eau-forte.
Son activité de graveur s'affirme en 1765 et continue jusqu'en 1815. Il se spécialise d'abord en vignettes et culs-de-lampe, petites pièces destinées à l'ornement de toutes sortes de publications, ainsi que des ex-libris.
Interprète de Charles Eisen et plus rarement de Moreau le Jeune et Pierre Antoine Baudouin (Les quatre heures du jour), il devient, au fil du temps, le graveur attitré de Marillier, son contemporain ; leurs noms sont par exemple associés à l'édition illustrée (1783) de La Nouvelle Héloïse de Rousseau.
Il a laissé plus de 400 pièces.
Il apprécia les représentations de "têtes" à la manière de Rembrandt par Fragonard (Rosenberg, op. cit).
En 1778, il tient boutique, comme marchand d'estampes et de miniatures avec un certain Desmarest, à Paris, rue de Bourbon-Villeneuve.
En 1806, il fréquente les fêtes organisées par Charles Van Hulthem, alors député français.
Le Cabinet des estampes (Paris, BnF) conserve un fonds très complet de son œuvre.

## Les quatre heures du jour
Gravés à l'eau-forte en 1765 d'après quatre gouaches de Pierre Antoine Baudouin exécutées en 1754 (Fonds : Williamstown, The Clark Art Institute) :

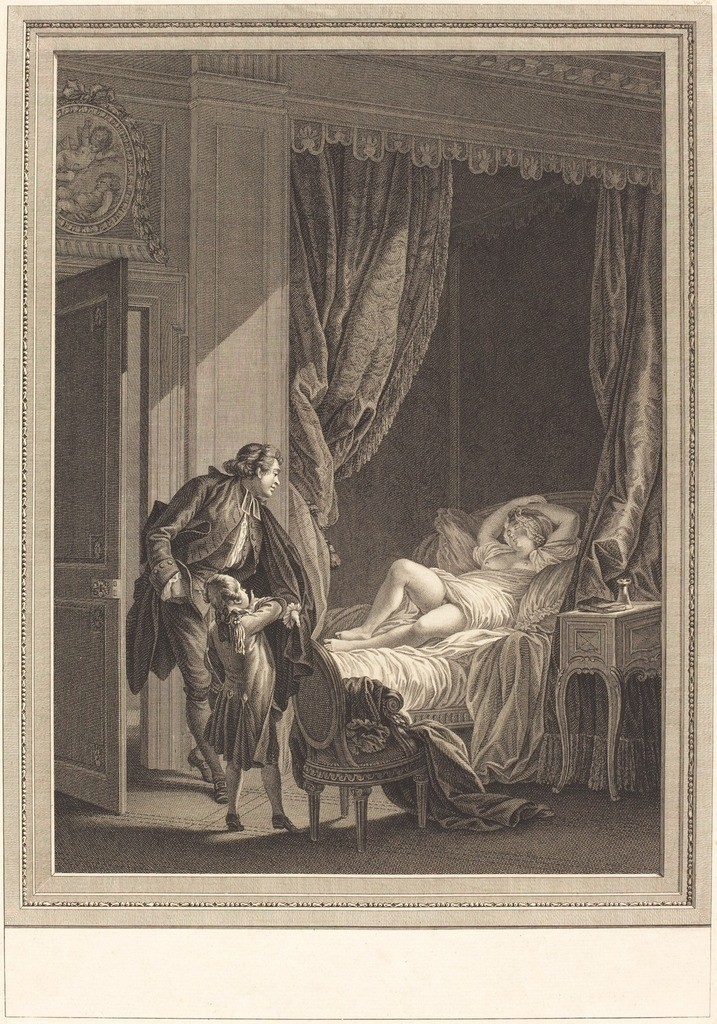
Le Matin
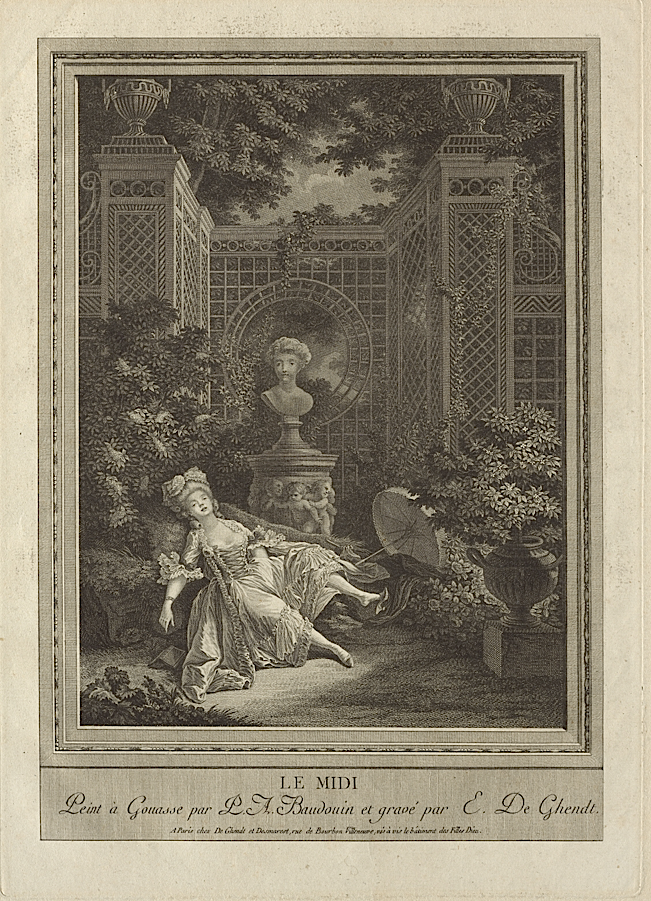
Le Midi
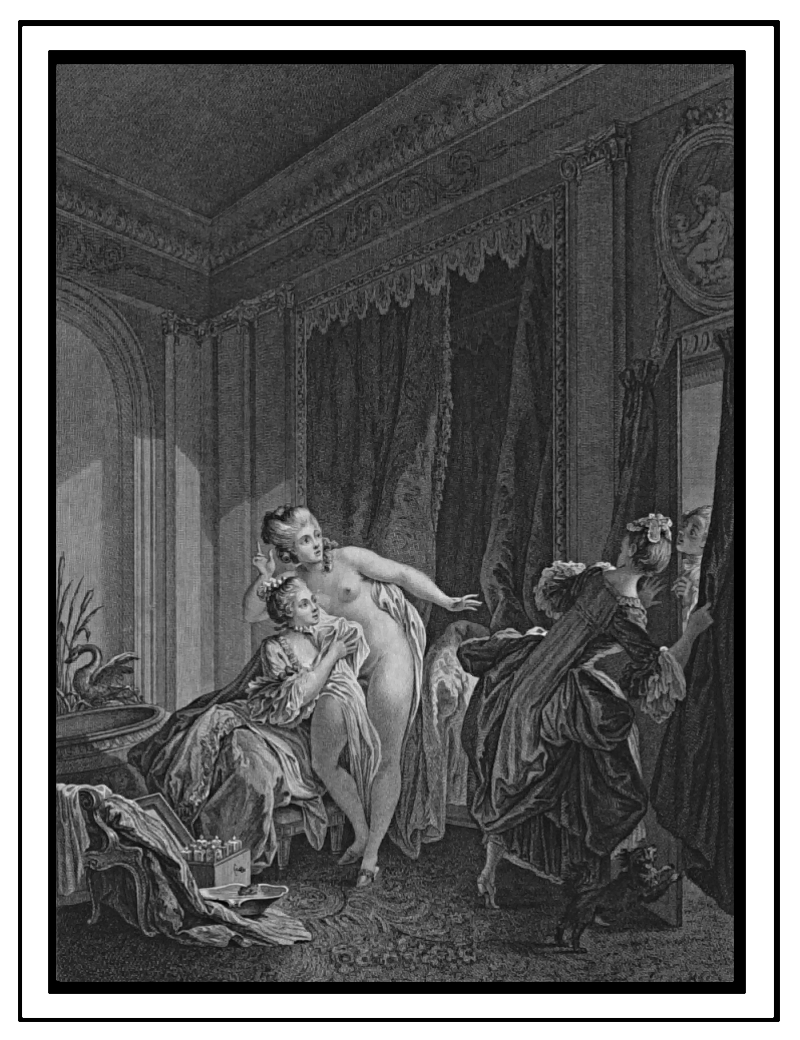
Le Soir
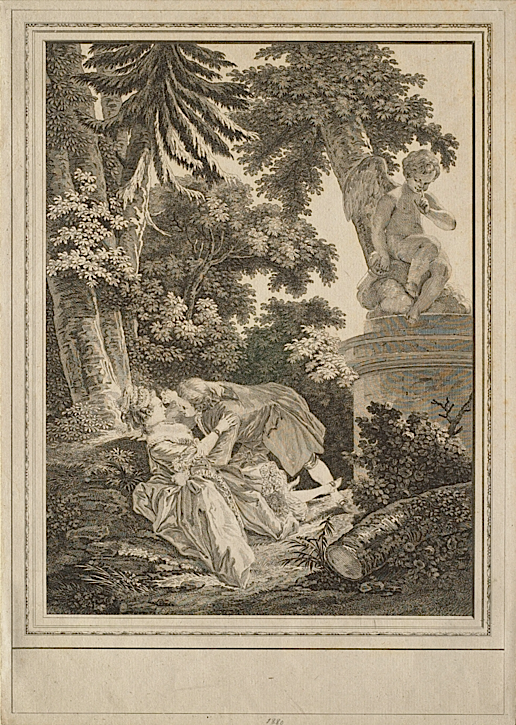
La Nuit

## Histoire de Pygmalion et Galatée
Cette série de six gravures à l'eau forte racontant l'histoire de Pygmalion et Galathée a été réalisée d'après des dessins de Charles Eisen.

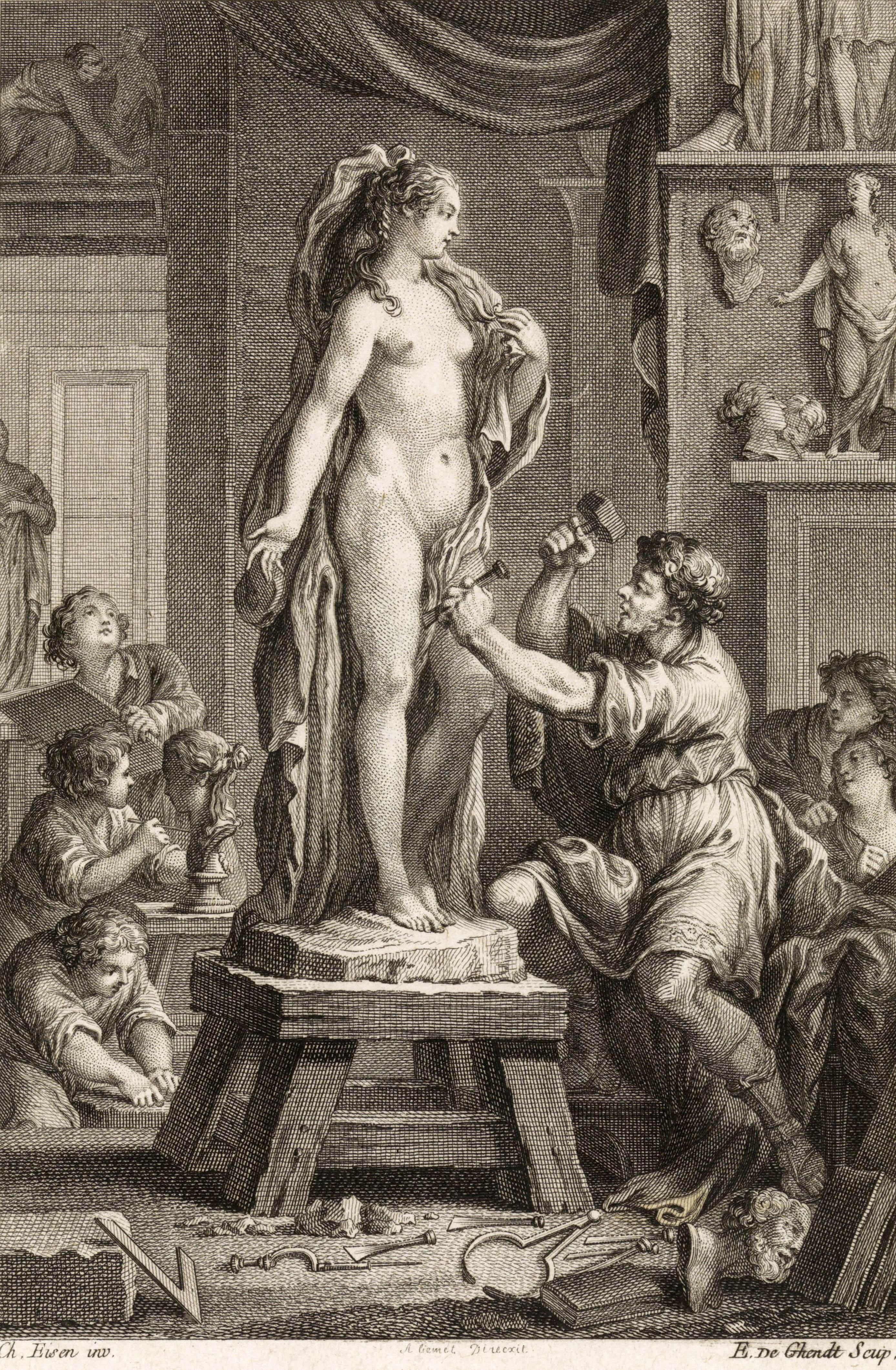
Pygmalion fait une statue de femme
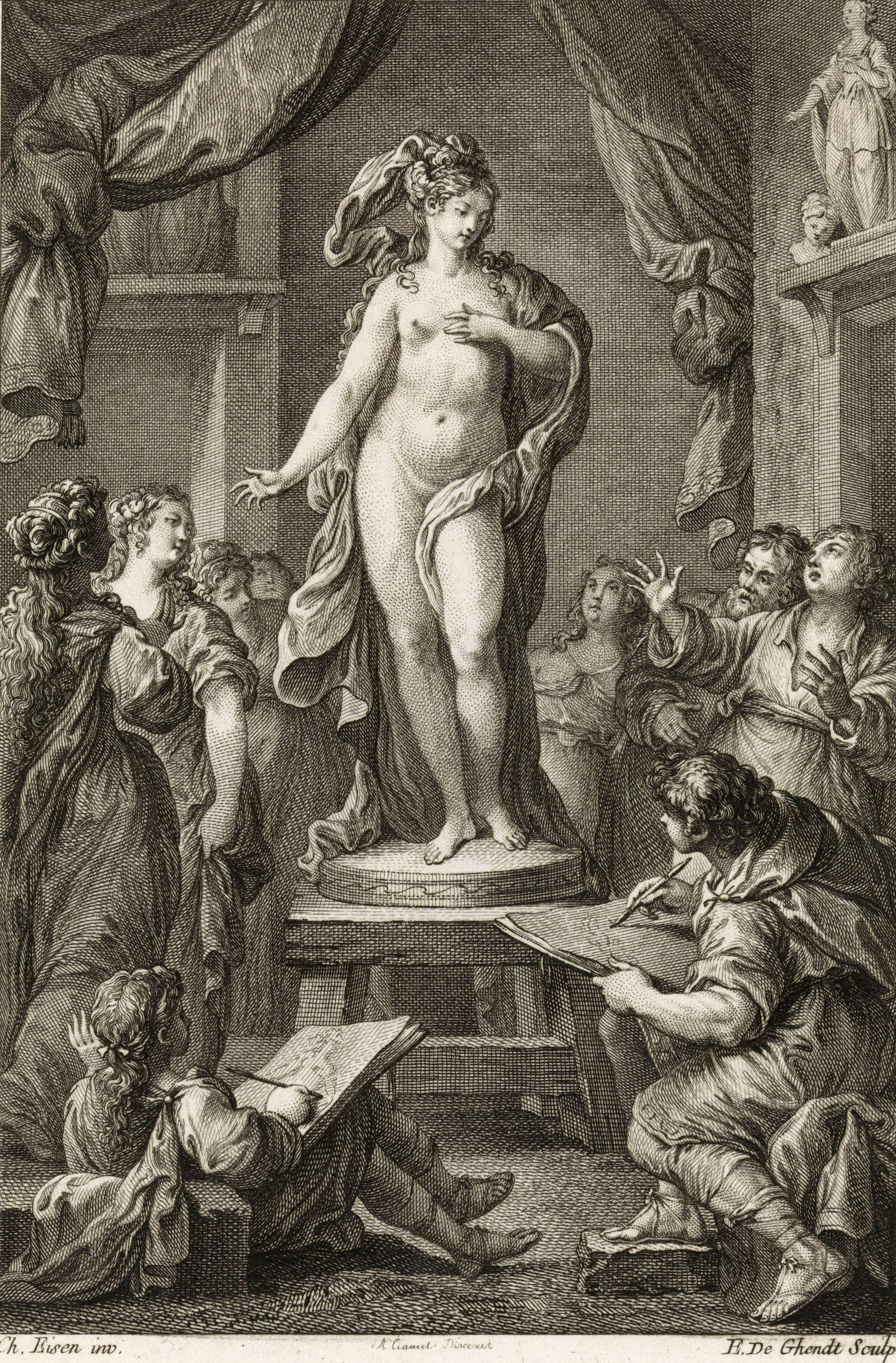
Pygmalion montre la statue à ses amis
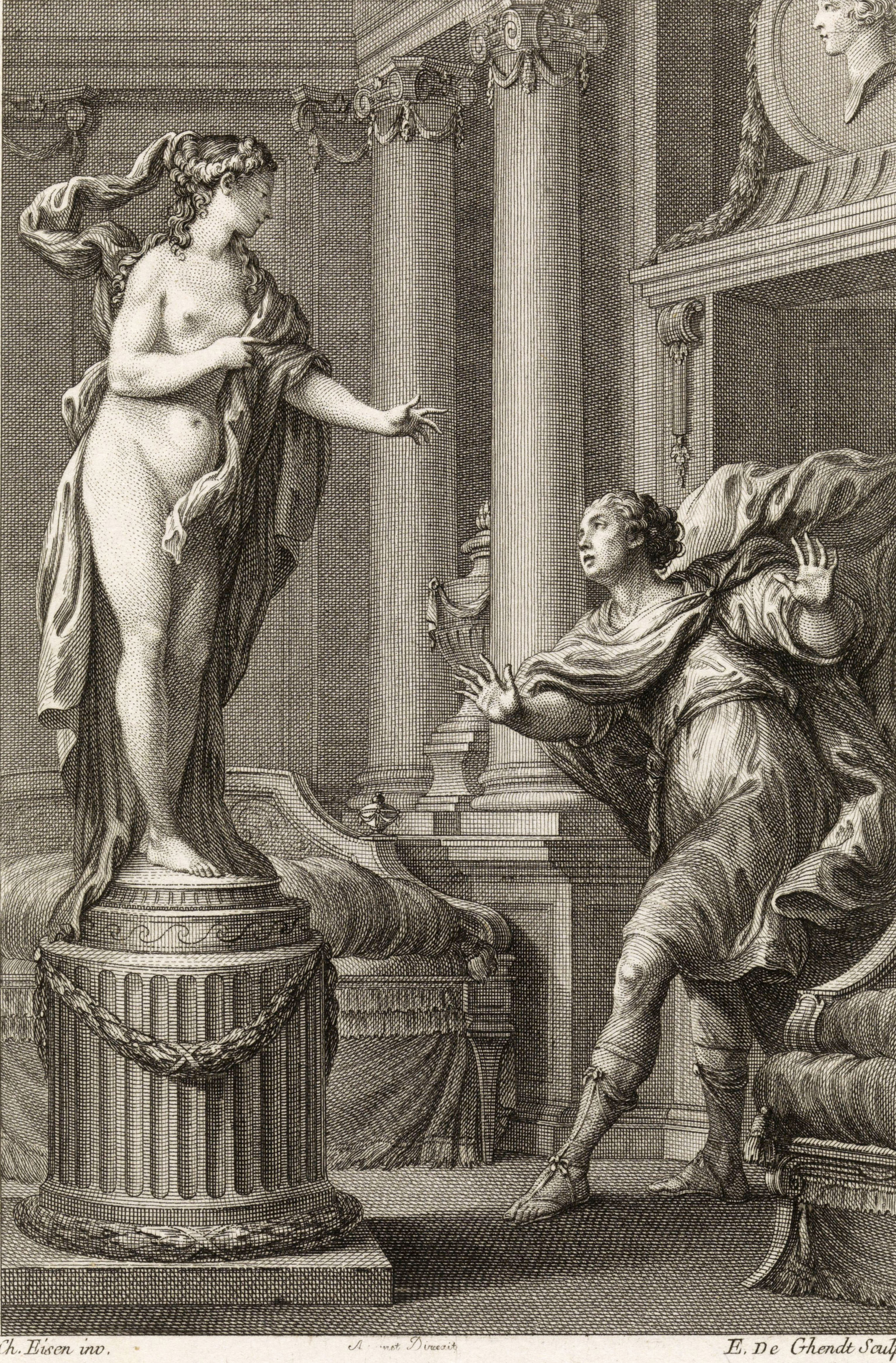
La statue s'anime
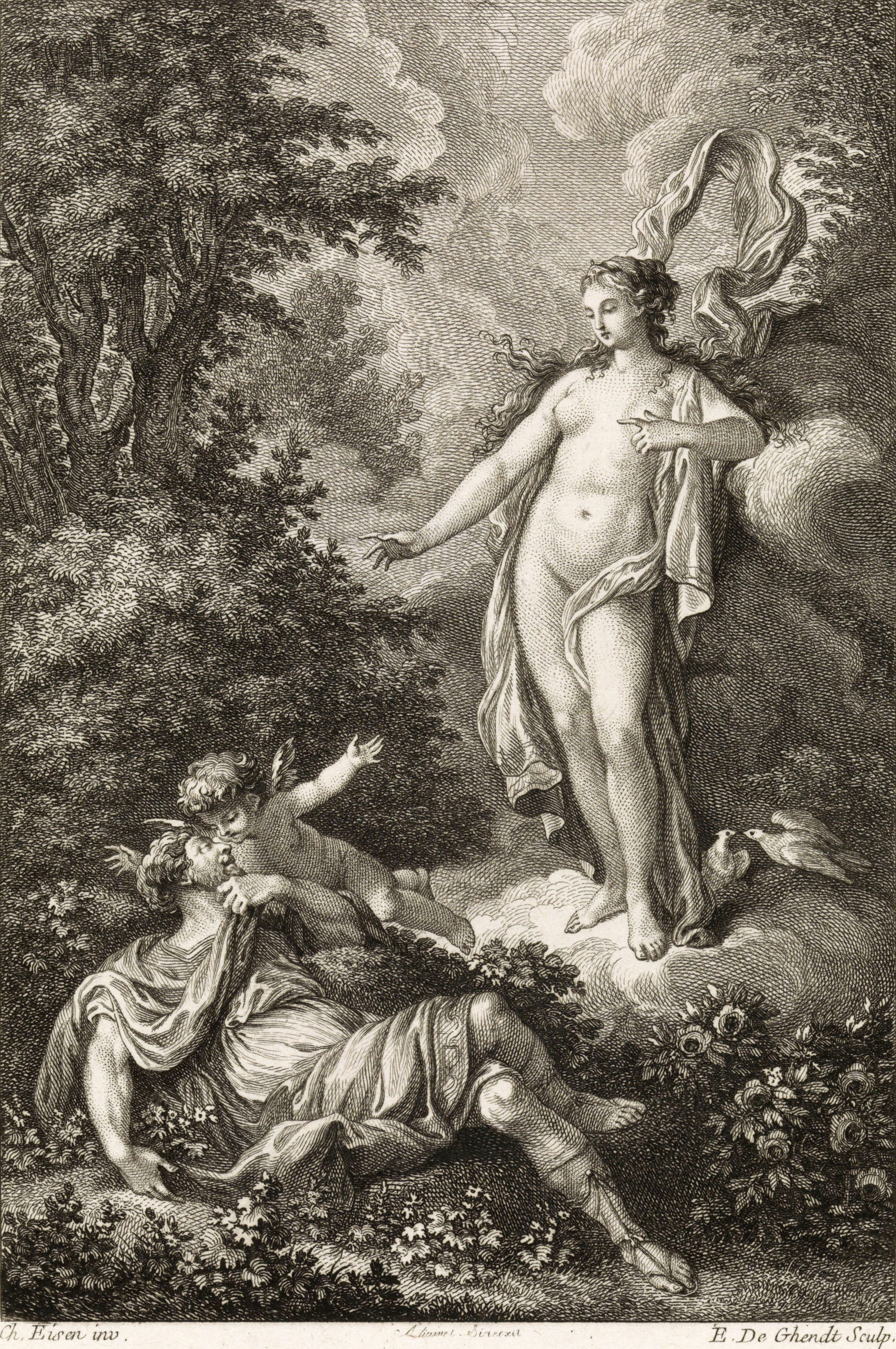
Pymalion voit Vénus en rêve
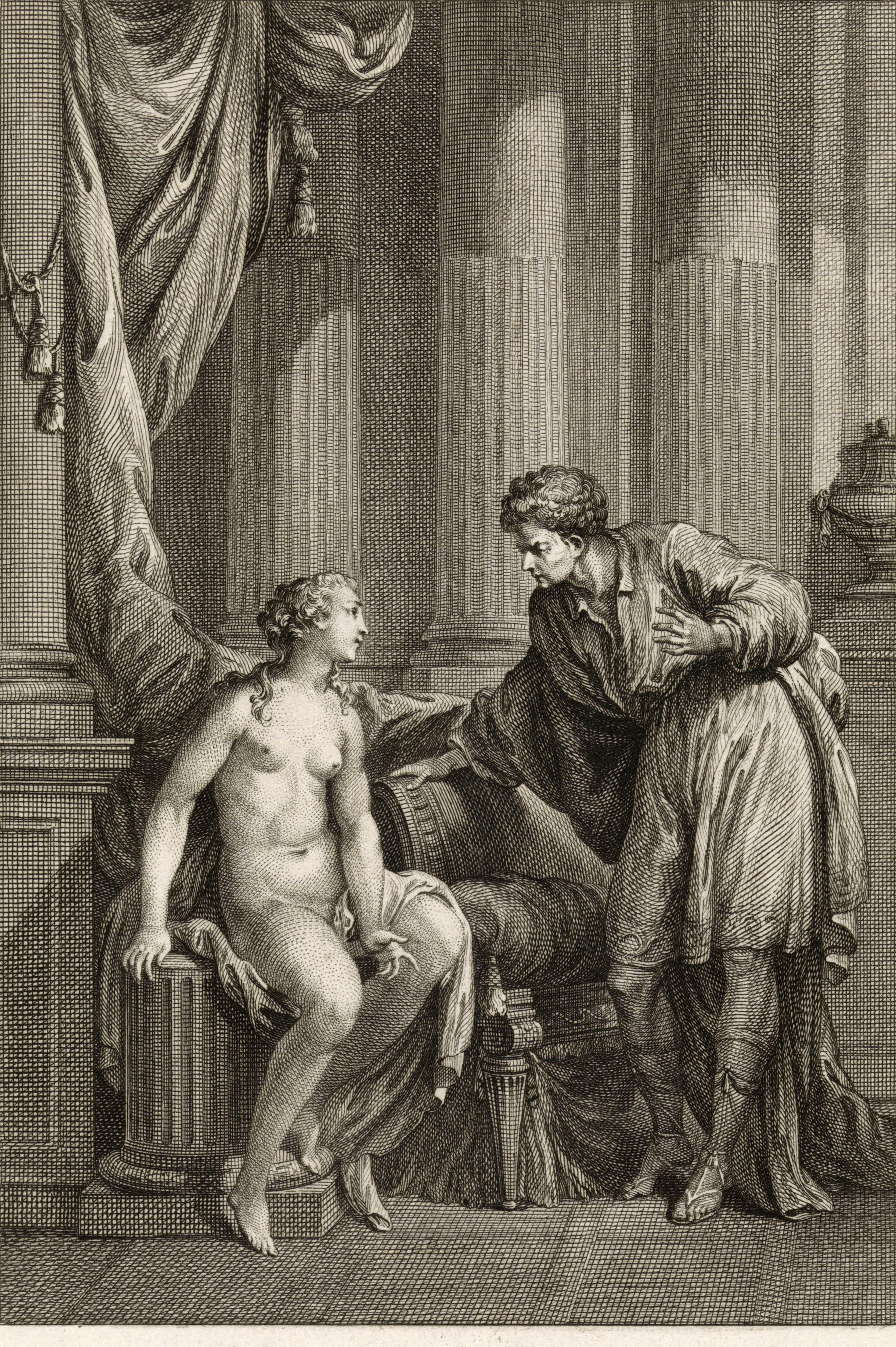
Pygmalion parle à galatée
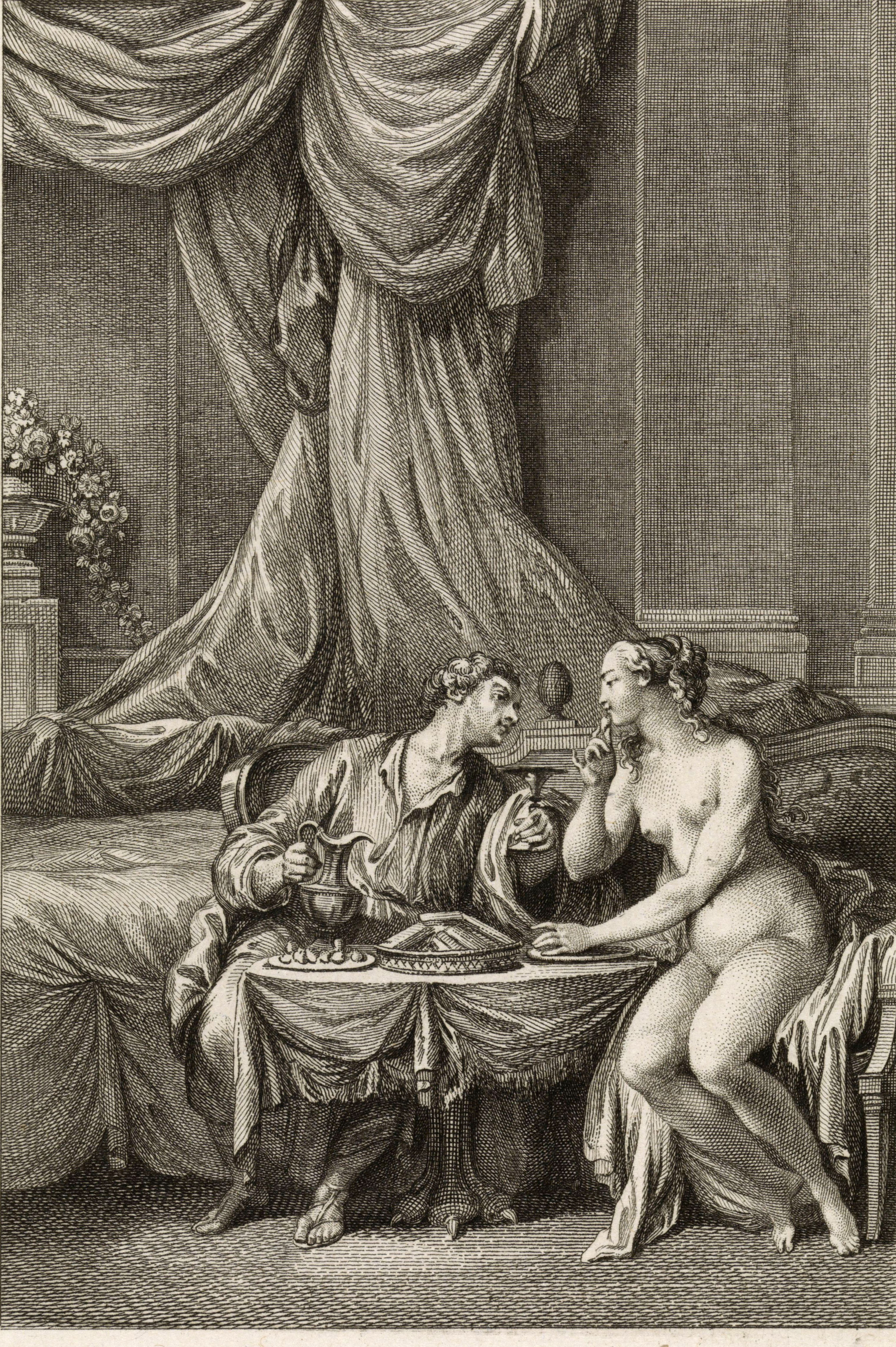
Pygmalion et Galatée à table